# Matheus Fernandes
Matheus Fernandes Siqueira (* 30. Juni 1998 in Itaboraí) ist ein brasilianischer Fußballspieler. Der Mittelfeldspieler ist ehemaliger brasilianischer Juniorennationalspieler.

## Karriere

### Verein
Matheus Fernandes stammt aus der Jugendabteilung des Botafogo FR und wurde zur Saison 2016 in den Kader der ersten Mannschaft von Cheftrainer Jair Ventura befördert. Am 12. Juni 2016 (7. Spieltag) gab er beim 1:1-Unentschieden gegen den EC Vitória sein Debüt in der höchsten brasilianischen Spielklasse, als er in der 64. Spielminute für Airton Ribeiro eingewechselt wurde. Bereits in seinem zweiten Einsatz beim 3:2-Auswärtssieg gegen Internacional Porto Alegre zwei Wochen später traf er erstmals für Fogão. In dieser Spielzeit kam er in sieben Ligaspielen zum Einsatz. Im folgenden Spieljahr 2017 etablierte er sich in der Startformation und bestritt 23 Ligaspiele und acht in der Copa Libertadores 2017. Diesen Status behielt er auch in der Saison 2018 bei, in der er zu 33 Ligaeinsätzen kam. Obendrein konnte man den Sieg in der Campeonato Carioca feiern.
Am 19. Dezember 2018 wurde der Wechsel von Fernandes zum Ligakonkurrenten Palmeiras São Paulo bekanntgegeben, wo er zum 1. Januar 2019 einen Fünfjahresvertrag unterzeichnete. Sein Ligadebüt bestritt er am 1. Mai 2019 (2. Spieltag) beim 1:1-Unentschieden gegen den CS Alagoano, als er in der Schlussphase für Moisés eingewechselt wurde. Der Durchbruch gelang ihm in dieser Spielzeit 2019 nicht und wurde nur sporadisch eingesetzt. Am 1. Dezember (37. Spieltag) erzielte er bei der 1:2-Heimniederlage gegen Flamengo Rio de Janeiro sein erstes Tor.
Ende Januar 2020 wurde bekanntgegeben, dass Fernandes im Sommer 2020 für eine Ablösesumme in Höhe von 7 Millionen Euro, die sich um 3 Millionen Euro erhöhen kann, in die spanische Primera División zum FC Barcelona wechselt. Er unterzeichnete einen Vertrag mit einer Laufzeit bis zum 30. Juni 2025, der eine Ausstiegsklausel in Höhe von 300 Millionen Euro enthielt. Am gleichen Tag wechselte er, noch als Spieler von Palmeiras, bis zum Ende der Saison 2019/20 zu Real Valladolid. Sein Debüt bestritt er am 20. Juni 2020 (30. Spieltag) bei der 0:1-Auswärtsniederlage gegen Atlético Madrid. Insgesamt bestritt er, auch aufgrund von Verletzungsproblemen, nur drei Ligaspiele.
Zur Saison 2020/21 folgte der Wechsel zum FC Barcelona. Dort spielte Fernandes unter dem Cheftrainer Ronald Koeman allerdings über die gesamte Saison keine Rolle und kam lediglich zu einem Kurzeinsatz in der Champions League. Er gewann ohne Einsatz die Copa del Rey. In der Sommerpause folgte die Vertragsauflösung.
Anfang Juli 2021 kehrte Fernandes zu Palmeiras zurück und unterschrieb einen Vertrag bis zum 31. Dezember 2025. Im Zuge des Gewinns der Copa Libertadores 2018 durch Palmeiras stand Fernandes in keinem Spiel im Kader. Zur Saison 2022 wurde er an Athletico Paranaense ausgeliehen. Nach dem Ende der Leihe kehrte Fernandes nicht zu Palmeiras zurück. Für ihn schloss sich die nächste Leihe an. Es ging für ihn zu Red Bull Bragantino. Die Leihe wurde bis Ende des Jahres 2023 befristet. Bereits im März des Jahres teilte der Klub mit, dass dieser die im Vertrag enthaltene Kaufoption am Ende der Leihe nutzen werde.

### Nationalmannschaft
Von November bis Dezember 2014 bestritt Fernandes drei Länderspiele für die brasilianische U17-Nationalmannschaft.
Im Oktober 2016 war er zwei Mal für die U20 im Einsatz.

## Erfolge
Botafogo
- Staatsmeisterschaft von Rio de Janeiro: 2018

Barcelona
- Copa del Rey: 2021 (ohne Einsatz)